# Hwangnyongsa
Hwangnyongsa, o Tempio Hwangnyongsa, è il nome di un tempio buddista della città di Gyeongju, in Corea del Sud, di cui oggi rimangono solo alcuni resti. Il tempio fa parte delle aree storiche di Gyeongju, sito inserito nella lista dei patrimoni dell'umanità dell'UNESCO nel 2000.

## Dimensioni
Solo le pietre fondamentali del tempio rimangono oggi. Il complesso originale è stato completato in diciassette anni.
- La sala principale era di 47 metri di lunghezza e di 17 metri di larghezza.[1]
- La parete esterna più lunga del tempio misurava 288 metri di lunghezza e l'area racchiusa dalle pareti esterne ricopriva circa 80.000 metri quadrati.[3]
- Le rovine del tempio contengono anche pietre dei piedistalli che erano utilizzati per tentere le statue monumentali buddiste. Una statua del Buddha Sakyamuni era alta cinque metri.[2][4]
- Il tempio è stato originariamente organizzato nello stile "tre sale, ona Pagoda", il che significava che la pagoda era al centro del complesso ed era affiancata da tre sale principali una a sinistra, una a destra e una dietro la pagoda centrale.[3]
- La famosa pagoda di nove piani, commissionata dalla Regina Seondeok dopo la fine del tempio principale, è stata la più grande pagoda coreana mai costruita, oltre ad essere la struttura più alta dell'Asia Orientale e la struttura più alta del mondo al momento del suo completamento. È stato riportato che fosse alta 80 metri e tutta la struttura è stata interamente realizzato in legno.[1] Oggi rimangono solo le pietre fondamentali, ma attestano le proporzioni mammutose della struttura originale. La pagoda aveva una superficie di base di 565,2 metri quadrati, era sostenuta da otto pilastri da ogni lato ed aveva sessanta pietre fondamentali.[1]

## Storia
Il tempio fu costruito durante il regno di Silla, con fondi messi a disposizione dalla stessa famiglia reale, non distante dal complesso del palazzo reale di Banwolseong. La costruzione iniziò nel 553 sotto il regno di Jinheung e fu ultimata solo nel 644 e il complesso copriva una superficie di circa 80 000 m². In origine, il re Jinheung voleva far realizzare su quell'area un nuovo palazzo, ma, secondo la tradizione, dopo aver visto un drago nei pressi del luogo scelto per la costruzione, decise commissionare la realizzazione di un tempio.
Hwangnyongsa era pensato come un luogo nel quale i monaci potessero pregare per il bene della nazione, chiedendo protezione divina al Buddha, ma anche come monumento che potesse impressionare i dignitari provenienti da nazioni straniere.
Dopo la caduta del regno Baekje negli anni 660, l'architetto della corte Baekje fu incaricato dalla regina Seondeok di Silla di realizzare una pagoda interamente in legno (ad eccezione delle fondamenta) a nove piani presso il tempio. Questa struttura a nove piani doveva rappresentare le nove nazioni dell'Asia orientale e le future conquiste di questi stati da parte della dinastia Silla. L'edificio, con i suoi 80 m di altezza, era la struttura più alta dell'Asia orientale e la più alta struttura in legno al mondo all'epoca della sua costruzione.
La pagoda fu distrutta nel 1238 durante le invasioni mongole.
Nel 1972 degli scavi, tuttora in corso, portarono alla luce le fondamenta del tempio, con le quali si è potuto risalire all'impianto planimetrico delle strutture, e oltre 40 000 reperti archeologici.

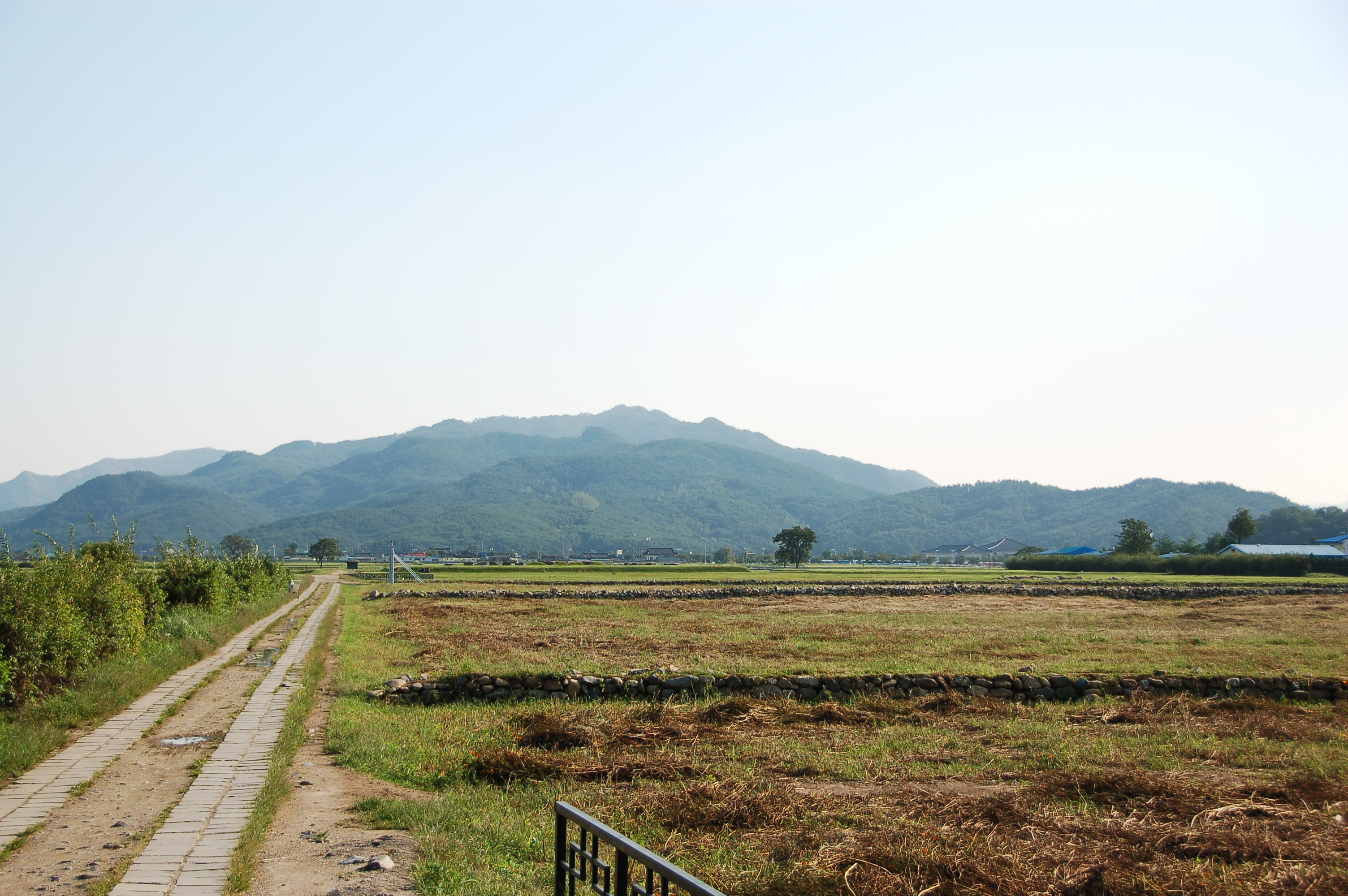
Alcuni resti del tempio
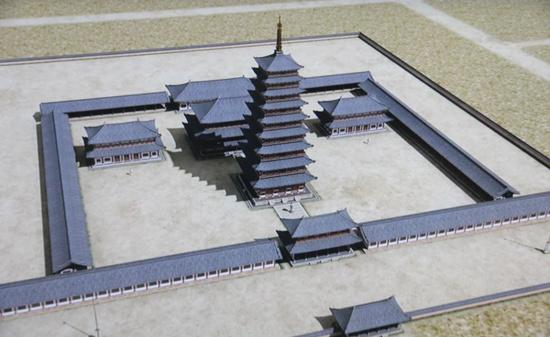
Una ricostruzione grafica del tempio
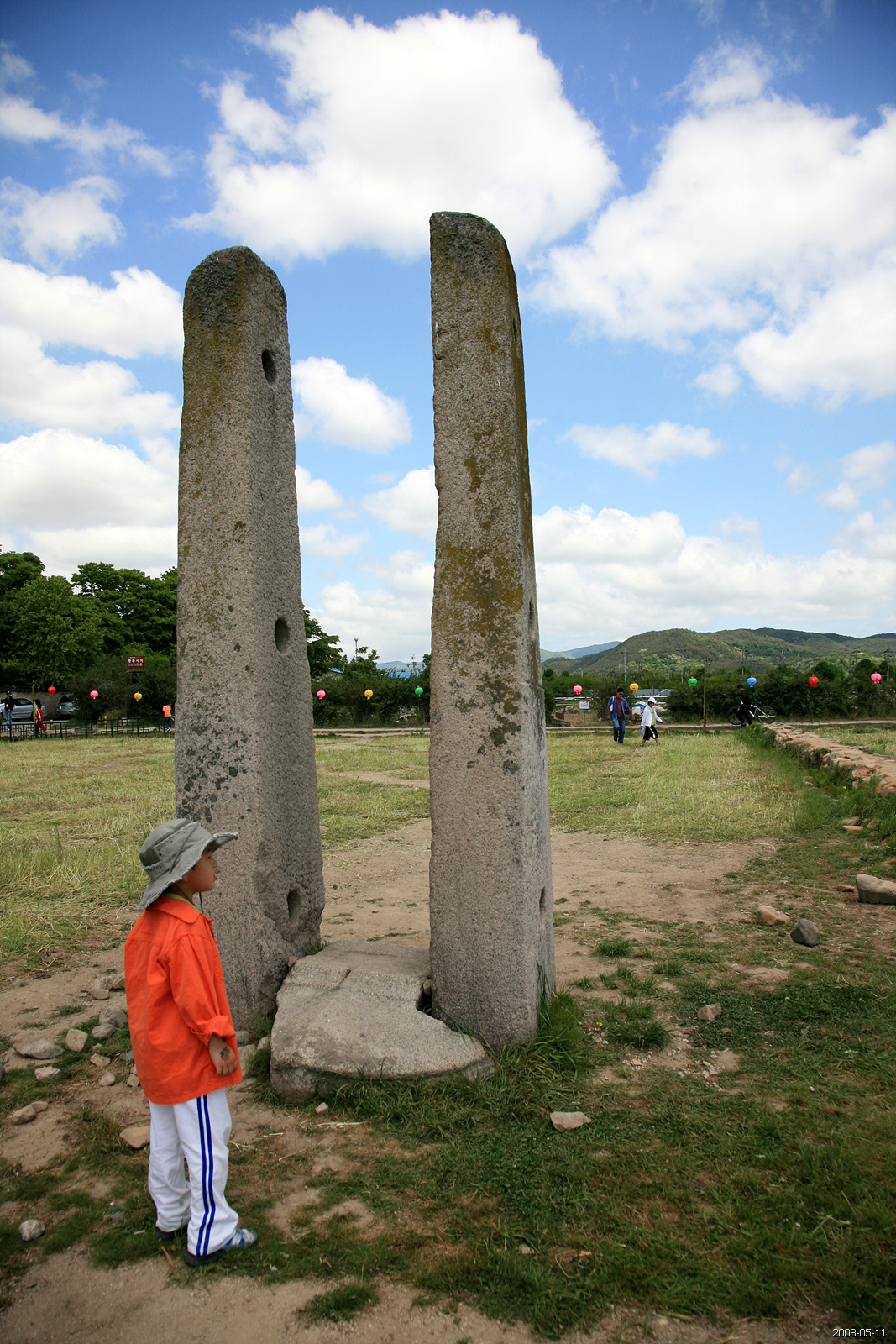
Due pietre che fungevano da supporto per le bandiere